# Manchester City w sezonie 1967/1968
Sezon 1967/1968 był dla Manchesteru City 76. sezonem w The Football League i 2. kolejnym w angielskiej ekstraklasie. Zespół od 3 lat prowadzony był przez Joe Mercera i Malcolma Allisona. Będąc beniaminkiem w poprzednim sezonie klub zakończył rozgrywki na 15. miejscu. Po sprowadzeniu Francisa Lee nie przegrał jedenastu kolejnych meczów i stał się jednym z faworytów do zdobycia mistrzostwa Anglii. Godnym uwagi było spotkanie rozegrane 9 grudnia 1968 pomiędzy City a Tottenhamem Hotspur znanym jako Balet na lodzie (ang. Ballet on Ice) ze względu na zmrożoną, pokrytą śniegiem murawą stadionu Maine Road; mecz ten został wyemitowany w telewizji BBC, w programie Match of the Day.
Przed ostatnią kolejką sezonu Manchester City prowadził w tabeli mając tyle samo punktów co lokalny rywal Manchester United. Zwycięstwo nad Newcastle United 4:3 sprawiło, iż City zostało mistrzem Anglii; w tej samej kolejce United przegrało na Old Trafford z Sunderlandem 1:2. Trofeum zdobyte przez The Citizens było pierwszym wywalczonym za kadencji Mercera i Allisona. W kolejnych latach Manchester City wywalczył Puchar Anglii, Puchar Zdobywców Pucharów i Puchar Ligi.

## Okres przedsezonowy
W maju 1966 roku Manchester City wywalczył awans do ekstraklasy, wygrywając Division Two. W sezonie 1966/1967 zespół zajął 15. miejsce. Odnoszącego ciągłe kontuzje kapitana zespołu Johnny’ego Crossana sprzedano za 34 500 funtów do Middlesbrough. Jego następcą został Tony Book. W przerwie między sezonowej klub nie poczynił żadnych znaczących transferów. Wcześniej, w marcu 1967 roku do zespołu przybył jedynie Tony Coleman z Doncaster Rovers. Klub podjął próbę sprowadzenia reprezentanta Anglii Gordona Banksa, ale na transfer nie wyraził zgody jego klub Stoke City.
W maju 1967 roku, tuż po zakończeniu poprzedniego sezonu, Manchester City rozpoczął okres przygotowawczy, rozgrywając dwa mecze wyjazdowe z Eintrachtem Brunszwik (21 maja) i Standardem Liège (23 maja). Potem (7 sierpnia) rozegrał spotkanie na Fratton Park przeciwko Portsmouth. 11 sierpnia 1967 odbył się ostatni mecz sesji przygotowawczej na Maine Road przeciwko Borussii Dortmund.

## Football League First Division
Pierwszy mecz sezonu odbył się 19 sierpnia 1967 roku; na Maine Road City zremisowało z Liverpoolem 0:0; Tony Book nie wykorzystał rzutu karnego. Dwa następne spotkania The Citizens rozegrali na wyjeździe z Southampton i ze Stoke City, obydwa przegrane. Po porażce ze Stoke City Mercer zmienił ustawienie taktyczne; przesunął Mike’a Summerbee’ego z pomocy do ataku. Zmiana ta przyniosła natychmiastowy efekt. W kolejnym meczu – przeciwko Southampton – City odniosło zwycięstwo 4:2. Zespół wygrał kolejne cztery spotkania i awansował na 2. miejsce w tabeli.
21 września 1967 przeprowadzono pierwszy transfer w sezonie: do klubu ze Stockport County przybył bramkarz Ken Mulhearn. Dwa dni później w przegranym (0:1) na Highbury meczu zagrał pierwszy bramkarz zespołu Harry Dowd, jednak kontuzja palca wykluczyła go z gry do końca sezonu. Ken Mulhearn zadebiutował 30 września w meczu derbowym z Machesterem United na Maine Road. Po pięciu minutach City prowadziło po bramce Colina Bella, jednak jeszcze w pierwszej połowie dwie bramki dla United zdobył Bobby Charlton. Po przerwie debiutujący w tamtym sezonie Stan Bowles wdał się w przepychankę z Brianem Kiddem, ale żaden nie opuścił boiska po interwencji obydwu kapitanów; ostatecznie City uległo 1:2. Po meczu derbowym przyszła 3. z rzędu porażka – 0:1 z Sunderlandem. Po tym spotkaniu Manchester City zajmował 10. miejsce w tabeli z pięciopunktową stratą do lidera Sheffield Wednesday.
Kilka dni później klub sprowadził za 60 000 funtów Francisa Lee z Boltonu Wanderers. Lee zadebiutował 14 września 1967 w wygranym 2:0 meczu na Maine Road przeciwko Wolverhampton Wanderers. Ten mecz zapoczątkował 11-meczową serię bez porażki, w tym zwycięstwo nad Leicester City 6:0.

### „Balet na lodzie”

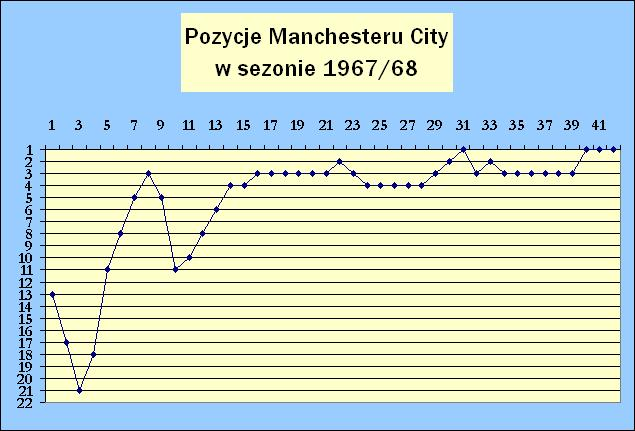

9 grudnia doszło do spotkania z Tottenhamem. Mecz rozgrywany był w ciężkich warunkach przy ciągłych opadach śniegu na zmrożonym boisku. Wyemitowano go w programie Match of the Day. Po wyjściu obydwu drużyn na boisko komentator Kenneth Wolstenholme nazwał drużynę z Manchesteru „najbardziej ekscytującą w Anglii”. Według niego City zagrało jeden z najlepszych meczów w swojej historii. Zawodnicy City zagrali w butach ze specjalnie przystosowanymi do takich warunków korkami, co było nielegalne, jednak sędzia główny sprawdzając je przed meczem, nie dopatrzył się żadnych nieprawidłowości. Jeden z piłkarzy Tottenhamu powiedział: „To było niezwykłe. Piłkarze City poruszali się jak łyżwiarze figurowi, zaś my wyglądaliśmy jak klauni ciągle wywracający się na śniegu”. Tottenham w 6. minucie objął prowadzenie dzięki bramce Jimmy’ego Greavesa, ale Bell wyrównał jeszcze w I połowie. Po przerwie The Citizens mieli przewagę i zdobyli kolejne trzy bramki ustalając wynik na 4:1. Po tym meczu Manchester City zajmował 3. miejsce z jednopunktową stratą do lidera Manchesteru United.
Mecz z Tottenhamem został obwołany przez redakcję Match of the Day meczem sezonu. Był to jedyny mecz Manchesteru City w sezonie 1967/1968 zarejestrowany przez telewizję.
11-meczowa seria bez porażki zakończyła się 26 grudnia w wyjazdowym, przegranym 2:3 meczu z West Bromwich Albion. Rewanż rozegrany cztery dni później na Maine Road również zakończył się zwycięstwem West Bromwich. 2 stycznia 1968 Manchester City rozpoczął kolejną serię bez porażki; na 7 spotkań zespół wygrał 6 (m.in. z Nottingham Forest i Sheffield United 3:0 i z Fulham 5:1). Po meczu z Fulham The Citizens po raz pierwszy w sezonie zostali liderami Division One. 23 marca 1968 Manchester City uległ drużynie Leeds United, prowadzonej przez byłego piłkarza City Dona Reviego, co spowodowało, że na 1. miejsce w tabeli przesunął się Manchester United. Cztery dni później odbyły się derby Manchesteru na Old Trafford, w którym The Citizens zwyciężyli 3:1.

Ostatnie dwa mecze to jak wspinaczka na Mount Everest i K2 w jednym tygodniu.

Pod koniec sezonu, po zwycięstwie City nad Sheffield Wednesday i jednoczesnej porażce Manchesteru United z West Bromwich Albion, trzy kolejne zwycięstwa gwarantowały Manchesterowi City mistrzostwo Anglii. W pierwszym z tych trzech City pokonało Everton 2:0; jedną z bramek strzelił Tony Book, dla którego był to pierwszy gol zdobyty dla klubu. W przedostatniej kolejce The Citizens wygrali na White Hart Lane z Tottenhamem 3:1.

### Mecz decydujący o mistrzostwie
Przed decydującą kolejką spotkań Manchester City prowadził w tabeli, mając tyle samo punktów co Manchester United, jednak lepszą różnicę bramek; Liverpool miał trzy punkty straty (do sezonu 1980/81 za zwycięstwo przydzielano dwa punkty), ale jeden mecz zaległy więc ciągle liczył się w walce o tytuł. City grało z 9. w tabeli Newcastle United na wyjeździe, z kolei United podejmowało na Old Trafford 16., niezagrożony spadkiem Sunderland. Bukmacherzy pewnie typowali Manchester United na mistrza kraju.
Po trzynastu minutach Mike Summerbee zdobył bramkę i City objęło prowadzenie, ale Newcastle United szybko wyrównało po bramce Popa Robsona. W 30. minucie Neil Young strzelił na 2:1, ale Jackie Sinclair ponownie doprowadził do wyrównania. I połowa zakończyła się remisem 2:2. W II połowie po bramkach Younga i Francisa Lee The Citizens prowadzili 4:2. W 85 minucie John McNamee zdobył głową kontaktową bramkę. City jednak utrzymało prowadzenie do końca spotkania i ostatecznie zwyciężyło 4:3 zdobywając mistrzostwo Anglii. Niespodziewanie Sunderland wygrał z Manchesterem United 2:1, zaś Liverpool wygrał w ostatniej kolejce, ale przegrał w zaległe spotkanie, rozegrane cztery dni po zakończeniu sezonu ze Stoke City i zajął 3. miejsce.
Manchester City zdobyło pierwsze trofeum od 1956 roku. W następnym sezonie zespół sięgnął po Puchar Anglii, a w 1970 triumfował w rozgrywkach o Puchar Zdobywców Pucharów i o Puchar Ligi. W 1972 roku Joe Mercer odszedł do Coventry City, a Malcolm Allison został samodzielnym menadżerem Manchesteru City.
Jako mistrz kraju Manchester City przystąpił do rozgrywek o Puchar Europy, jednak odpadł już w pierwszej rundzie przegrywając w dwumeczu z Fenerbahçe SK.

## Mecze ligowe w sezonie 1967/1968
| Data       | Przeciwnik              | D/W | Stadion         | Wynik C/P | Strzelcy                           | Frekwencja | Skład                                                                                            |
| ---------- | ----------------------- | --- | --------------- | --------- | ---------------------------------- | ---------- | ------------------------------------------------------------------------------------------------ |
| 19.08.1967 | Liverpool               | D   | Maine Road      | 0:0       |                                    | 49 531     | Ogley – Book, Pardoe, Connor, Heslop, Oakes, Summerbee, Bell, Young, Jones, Coleman              |
| 23.08.1967 | Southampton             | W   | The Dell        | 2:3       | Bell, Coleman                      | 23 675     | Ogley – Book, Pardoe, Connor, Heslop, Oakes, Summerbee, Bell, Young, Doyle, Coleman              |
| 26.08.1967 | Stoke City              | W   | Victoria Ground | 0:3       |                                    | 22 426     | Dowd – Book, Pardoe, Cheetham, Heslop, Oakes, Summerbee, Bell, Connor, Doyle, Young              |
| 30.08.1967 | Southampton             | D   | Maine Road      | 4:2       | Bell (2), Young (2)                | 22 002     | Dowd – Book, Pardoe, Cheetham (Doyle), Heslop, Oakes, Hince, Bell, Summerbee, Young, Coleman     |
| 02.09.1967 | Nottingham Forest       | D   | Maine Road      | 2:0       | Coleman, Summerbee                 | 29 547     | Dowd – Book, Pardoe, Doyle, Heslop, Oakes, Hince, Bell, Summerbee, Young, Coleman                |
| 06.09.1967 | Newcastle United        | D   | Maine Road      | 2:0       | Hince, Young                       | 29 978     | Dowd – Book, Pardoe, Doyle, Heslop, Oakes, Hince, Bell, Summerbee, Young, Coleman                |
| 09.09.1967 | Coventry City           | W   | Highfield Road  | 3:0       | Bell, Hince, Summerbee             | 34 578     | Dowd – Book, Pardoe, Doyle, Heslop, Oakes, Hince, Bell, Summerbee, Young, Coleman                |
| 16.09.1967 | Sheffield United        | D   | Maine Road      | 5:2       | Bowles (2), Bell, Summerbee, Young | 31 922     | Dowd – Book, Pardoe, Doyle, Heslop, Oakes, Hince, Bell, Summerbee, Young, Bowles                 |
| 23.09.1967 | Arsenal                 | W   | Highbury        | 0:1       |                                    | 41 567     | Dowd – Book, Pardoe, Doyle, Heslop, Oakes, Hince (Connor), Bell, Summerbee, Young, Coleman       |
| 30.09.1967 | Manchester United       | D   | Maine Road      | 1:2       | Bell                               | 62 942     | Mulhearn – Book, Pardoe, Doyle, Heslop, Oakes, Bowles, Bell, Summerbee, Young (Horne), Coleman   |
| 07.10.1967 | Sunderland              | W   | Roker Park      | 0:1       |                                    | 27 885     | Mulhearn – Book, Pardoe, Horne, Heslop, Oakes, Bowles, Bell, Summerbee, Young, Coleman           |
| 14.10.1967 | Wolverhampton Wanderers | D   | Maine Road      | 2:0       | Doyle, Young                       | 36 476     | Mulhearn – Book, Pardoe, Doyle, Heslop, Oakes, Lee, Bell, Summerbee, Young, Coleman (Clay)       |
| 21.10.1967 | Fulham                  | W   | Craven Cottage  | 4:2       | Summerbee (2), Lee, Young          | 22 108     | Mulhearn – Book, Connor, Doyle, Heslop, Oakes, Lee, Bell, Summerbee, Young, Coleman (Clay)       |
| 28.10.1967 | Leeds United            | D   | Maine Road      | 1:0       | Bell                               | 39 713     | Mulhearn – Book, Pardoe, Doyle, Heslop, Oakes, Lee, Bell, Summerbee, Young, Coleman              |
| 04.11.1967 | Everton                 | W   | Goodison Park   | 1:1       | Connor                             | 47 144     | Mulhearn – Book, Pardoe, Doyle, Horne, Oakes, Lee, Bell, Summerbee, Connor, Coleman              |
| 11.11.1967 | Leicester City          | D   | Maine Road      | 6:0       | Lee (2), Young (2), Doyle, Oakes   | 29 039     | Mulhearn – Book, Pardoe, Doyle, Horne, Oakes, Lee, Bell, Summerbee, Young, Coleman               |
| 18.11.1967 | West Ham United         | W   | Upton Park      | 3:2       | Lee (2), Summerbee                 | 25 495     | Mulhearn – Book, Pardoe, Doyle, Heslop, Oakes, Lee, Bell, Summerbee, Young, Coleman              |
| 25.11.1967 | Burnley                 | D   | Maine Road      | 4:2       | Coleman (2), Summerbee, Young      | 37 098     | Mulhearn – Book, Pardoe, Doyle, Heslop, Oakes, Lee, Bell, Summerbee, Young, Coleman              |
| 02.12.1967 | Sheffield Wednesday     | W   | Hillsborough    | 1:1       | Oakes                              | 38 207     | Mulhearn – Book, Pardoe, Doyle, Heslop, Oakes, Lee, Bell, Summerbee, Young, Coleman              |
| 09.12.1967 | Tottenham Hotspur       | D   | Maine Road      | 4:1       | Bell, Coleman, Summerbee, Young    | 35 792     | Mulhearn – Book, Pardoe, Doyle, Heslop, Oakes, Lee, Bell, Summerbee, Young, Coleman              |
| 16.12.1967 | Liverpool               | W   | Anfield         | 1:1       | Lee                                | 53 268     | Mulhearn – Book, Pardoe, Doyle, Heslop, Oakes, Lee, Bell, Summerbee (Kennedy), Young, Coleman    |
| 23.12.1967 | Stoke City              | D   | Maine Road      | 4:2       | Lee (2), Coleman, Young            | 40 121     | Mulhearn – Book, Pardoe, Doyle, Heslop, Oakes, Lee, Bell, Summerbee, Young, Coleman              |
| 18.12.1967 | West Bromwich Albion    | W   | The Hawthorns   | 2:3       | Lee, Summerbee                     | 44 897     | Mulhearn – Book, Pardoe, Horne, Heslop, Oakes, Lee, Bowles, Summerbee, Young, Coleman (Cheetham) |
| 30.12.1967 | West Bromwich Albion    | D   | Maine Road      | 0:2       |                                    | 45 754     | Mulhearn – Book, Pardoe, Horne, Heslop, Oakes, Lee, Clay, Summerbee, Young, Coleman              |
| 06.01.1968 | Nottingham Forest       | W   | City Ground     | 3:0       | Coleman, Summerbee, Young          | 39 581     | Mulhearn – Book, Pardoe, Doyle, Heslop, Oakes, Lee, Connor, Summerbee, Young, Coleman            |
| 20.01.1968 | Sheffield United        | W   | Bramall Lane    | 3:0       | Bell, Doyle, Lee                   | 32 142     | Mulhearn – Book, Pardoe, Doyle, Heslop, Oakes, Lee, Bell, Summerbee, Young, Coleman (Connor)     |
| 03.02.1968 | Arsenal                 | D   | Maine Road      | 1:1       | Lee                                | 42 392     | Mulhearn – Book, Pardoe, Doyle, Heslop, Oakes, Lee, Bell, Summerbee, Young, Coleman              |
| 24.02.1968 | Sunderland              | D   | Maine Road      | 1:0       | Lee                                | 28 642     | Mulhearn – Book, Pardoe, Doyle, Heslop, Oakes, Lee, Bell, Jones, Connor, Coleman                 |
| 02.03.1968 | Burnley                 | W   | Turf Moor       | 1:0       | Lee                                | 23 486     | Mulhearn – Book, Pardoe, Doyle, Heslop, Oakes, Lee, Bell, Summerbee, Young, Coleman              |
| 09.03.1968 | Coventry City           | D   | Maine Road      | 3:1       | Bell, Summerbee, Young             | 33 310     | Mulhearn – Book, Pardoe, Doyle, Heslop, Oakes (Kennedy), Lee, Bell, Summerbee, Young, Coleman    |
| 16.03.1968 | Fulham                  | D   | Maine Road      | 5:1       | Young (2), Bell, Lee, Summerbee    | 30 773     | Mulhearn – Book, Pardoe, Doyle, Heslop, Kennedy, Lee, Bell, Summerbee, Young, Coleman            |
| 23.03.1968 | Leeds United            | W   | Elland Road     | 0:2       |                                    | 51 818     | Mulhearn – Book, Pardoe, Doyle, Heslop, Oakes, Lee, Bell, Summerbee, Young, Coleman              |
| 27.03.1968 | Manchester United       | W   | Old Trafford    | 3:1       | Bell, Heslop, Lee                  | 63 004     | Mulhearn – Book, Pardoe, Doyle, Heslop, Oakes, Lee, Bell (Connor), Summerbee, Young, Coleman     |
| 06.04.1968 | Leicester City          | W   | Filbert Street  | 0:1       |                                    | 24 925     | Mulhearn – Book, Pardoe, Doyle, Heslop, Oakes, Lee, Connor, Summerbee, Young, Coleman            |
| 12.04.1968 | Chelsea                 | D   | Maine Road      | 1:0       | Doyle                              | 47 132     | Mulhearn – Book, Pardoe, Kennedy, Heslop, Oakes, Lee, Doyle, Summerbee, Young, Coleman           |
| 13.04.1968 | West Ham United         | D   | Maine Road      | 3:0       | Young (2), Doyle                   | 38 755     | Mulhearn – Book, Pardoe, Kennedy, Heslop, Oakes, Lee, Doyle, Summerbee, Young, Coleman           |
| 16.04.1968 | Chelsea                 | W   | Stamford Bridge | 0:1       |                                    | 36 466     | Mulhearn – Book, Pardoe, Kennedy, Heslop, Oakes, Lee, Doyle, Summerbee, Young, Connor            |
| 20.04.1968 | Wolverhampton Wanderers | W   | Molineux        | 0:0       |                                    | 39 632     | Mulhearn – Book, Pardoe, Doyle, Heslop, Oakes, Lee, Bell, Summerbee, Young, Connor               |
| 27.04.1968 | Sheffield Wednesday     | D   | Maine Road      | 1:0       | bramka samobójcza                  | 32 999     | Mulhearn – Book, Pardoe, Doyle, Heslop, Oakes, Lee, Bell, Summerbee, Young, Coleman              |
| 29.04.1968 | Everton                 | D   | Maine Road      | 2:0       | Book, Coleman                      | 37 786     | Mulhearn – Book, Pardoe, Doyle, Heslop, Oakes, Lee, Bell, Summerbee, Young, Coleman              |
| 04.05.1968 | Tottenham Hotspur       | W   | White Hart Lane | 3:1       | Bell (2), Summerbee                | 51 242     | Mulhearn – Book, Pardoe, Doyle, Heslop, Oakes, Lee, Bell, Summerbee, Young, Coleman              |
| 11.05.1968 | Newcastle United        | W   | St James’ Park  | 4:3       | Young (2), Lee, Summerbee          | 46 492     | Mulhearn – Book, Pardoe, Doyle, Heslop, Oakes, Lee, Bell, Summerbee, Young, Coleman              |

D – dom, W – wyjazd, C – bramki dla zdobyte dla Manchesteru City, P – bramki zdobyte dla przeciwnika

### Czołówka tabeli
| Ms | Zespół            | 0M0 | 0Z0 | 0R0 | 0P0 | 0BZ0 | 0BS0 | W     | Pkt | Uwagi                            |
| -- | ----------------- | --- | --- | --- | --- | ---- | ---- | ----- | --- | -------------------------------- |
| 1  | Manchester City   | 42  | 26  | 6   | 10  | 86   | 43   | 2,000 | 58  | Puchar Europy 1968/1969          |
| 2  | Manchester United | 42  | 24  | 8   | 10  | 89   | 55   | 1,618 | 56  | Puchar Europy 1968/1969          |
| 3  | Liverpool         | 42  | 22  | 11  | 9   | 71   | 40   | 1,775 | 55  | Puchar Miast Targowych 1968/1969 |
| 4  | Leeds United      | 42  | 22  | 9   | 11  | 71   | 41   | 1,732 | 53  | Puchar Miast Targowych 1968/1969 |
| 5  | Everton           | 42  | 23  | 6   | 13  | 67   | 40   | 1,675 | 52  |                                  |

Ms – rozegrane mecze, Z – liczba zwycięstw, R – liczba remisów, P – liczba porażek, BZ – bramki zdobyte, BS – bramki stracone, W – współczynnik goli zdobytych do goli straconych, Pkt – liczba punktów

## Puchar Anglii
Występujący w najwyższej klasie rozgrywkowej w Anglii Manchester City przystąpił do turnieju w 3. rundzie. Przeciwnikiem był trzecioligowy Reading. Na Maine Road mecz zakończył się remisem 0:0. W powtórce dominował zespół z Manchesteru, który wygrał spotkanie 7:0. W 4. rundzie City wylosowało Leicester City. Po remisowym, pierwszym meczu w powtórce zwyciężyło Leicester City 4:3.
| Data       | Runda    | Przeciwnik     | D/W | Stadion        | Wynik C/P | Strzelcy bramek                             | Frekwencja | Skład                                                                                        |
| ---------- | -------- | -------------- | --- | -------------- | --------- | ------------------------------------------- | ---------- | -------------------------------------------------------------------------------------------- |
| 27.01.1968 | 3.       | Reading        | D   | Maine Road     | 0:0       |                                             | 40 343     | Mulhearn – Book, Pardoe, Doyle, Heslop, Oakes, Lee, Bell, Summerbee, Young, Coleman          |
| 31.01.1968 | 3. powt. | Reading        | W   | Elm Park       | 7:0       | Summerbee (3), Young, Coleman, Heslop, Bell | 25 659     | Mulhearn – Book, Pardoe, Doyle, Heslop, Oakes, Lee, Bell, Summerbee, Young (Connor), Coleman |
| 17.02.1968 | 4.       | Leicester City | D   | Maine Road     | 0:0       |                                             | 51 009     | Mulhearn – Book, Pardoe, Doyle, Heslop, Oakes, Lee, Bell, Summerbee, Young, Coleman          |
| 19.02.1968 | 4. powt. | Leicester City | W   | Filbert Street | 3:4       | Summerbee, Bell, Lee                        | 39 112     | Mulhearn – Book, Pardoe, Doyle, Heslop, Oakes, Lee, Bell, Summerbee, Young, Coleman          |

D – dom, W – wyjazd, C – bramki dla zdobyte dla Manchesteru City, P – bramki zdobyte dla przeciwnika, powt. – mecz powtórzony

## Puchar Ligi
W Pucharze Ligi Manchester City przystąpił do rozgrywek od 2. rundy, w której wygrał z Leicester City 4:0; dwie bramki zdobył dziewiętnastoletni Stan Bowles. W 3. rundzie w meczu z Blackpool pierwszy z 605 meczów dla klubu rozegrał bramkarz Joe Corrigan. Mecz zakończył się remisem, ale w powtórce Manchester City zwyciężył 2:0. W 4. rundzie The Citizens ulegli na Craven Cottage Fulham 2:3.
| Data       | Runda    | Przeciwnik     | D/W | Stadion         | Wynik C/P | Strzelcy bramek              | Frekwencja | Skład                                                                                          |
| ---------- | -------- | -------------- | --- | --------------- | --------- | ---------------------------- | ---------- | ---------------------------------------------------------------------------------------------- |
| 13.09.1967 | 2.       | Leicester City | D   | Maine Road      | 4:0       | Bowles (2), Book, Young      | 25 653     | Dowd – Book, Pardoe, Doyle, Heslop, Oakes, Hince, Bell, Summerbee, Young, Coleman (Bowles)     |
| 11.10.1967 | 3.       | Blackpool      | D   | Maine Road      | 1:1       | Summerbee                    | 27 633     | Corrigan – Book, Pardoe, Horne, Heslop, Oakes, Hince, Bell, Summerbee, Young, Coleman          |
| 18.10.1967 | 3. powt. | Blackpool      | W   | Bloomfield Road | 2:0       | Summerbee, Craven (br. sam.) | 23 405     | Corrigan – Book, Pardoe (Connor), Doyle, Heslop, Oakes, Hince, Bell, Summerbee, Young, Coleman |
| 01.11.1967 | 4.       | Fulham         | W   | Craven Cottage  | 2:3       | Oakes, Bell                  | 11 732     | Dowd – Book, Pardoe, Doyle, Heslop, Oakes, Hince, Bell, Summerbee, Young (Horne), Coleman      |

D – dom, W – wyjazd, C – bramki dla zdobyte dla Manchesteru City, P – bramki zdobyte dla przeciwnika, powt. – mecz powtórzony

## Statystyki
Źródło:
| Pozycja | Piłkarz        | wyst.  | gole | wyst.         | gole          | wyst.       | gole        | wyst.  | gole |
| Pozycja | Piłkarz        | Liga   | Liga | Puchar Anglii | Puchar Anglii | Puchar Ligi | Puchar Ligi | Suma   | Suma |
| ------- | -------------- | ------ | ---- | ------------- | ------------- | ----------- | ----------- | ------ | ---- |
| BR      | Joe Corrigan   | 0 (0)  | 0    | 0             | 0             | 2           | 0           | 2 (0)  | 0    |
| BR      | Harry Dowd     | 7 (0)  | 0    | 0             | 0             | 2           | 0           | 9 (0)  | 0    |
| BR      | Ken Mulhearn   | 33 (0) | 0    | 4             | 0             | 0           | 0           | 37 (0) | 0    |
| BR      | Alan Ogley     | 2 (0)  | 0    | 0             | 0             | 0           | 0           | 02 (0) | 0    |
| OB      | Tony Book      | 42 (0) | 1    | 4             | 0             | 4           | 1           | 50 (0) | 2    |
| OB      | Mike Doyle     | 37 (1) | 5    | 4             | 0             | 3           | 0           | 44 (1) | 5    |
| OB      | George Heslop  | 41 (0) | 1    | 4             | 1             | 4           | 0           | 43 (0) | 0    |
| OB      | Glyn Pardoe    | 41 (0) | 0    | 4             | 0             | 4           | 0           | 49 (0) | 0    |
| PO      | Colin Bell     | 35 (0) | 14   | 4             | 2             | 4           | 1           | 43 (0) | 17   |
| PO      | Roy Cheetham   | 2 (1)  | 0    | 0             | 0             | 0           | 0           | 02 (1) | 0    |
| PO      | John Clay      | 1 (1)  | 0    | 0             | 0             | 0           | 0           | 01 (1) | 0    |
| PO      | David Connor   | 10 (3) | 1    | 0 (1)         | 0             | 0 (1)       | 0           | 12 (5) | 1    |
| PO      | Stan Horne     | 4 (1)  | 0    | 0             | 0             | 1 (1)       | 0           | 5 (2)  | 0    |
| PO      | Bobby Kennedy  | 4 (2)  | 0    | 0             | 0             | 0           | 0           | 4 (2)  | 0    |
| PO      | Alan Oakes     | 41 (0) | 2    | 4             | 0             | 4           | 1           | 49 (0) | 3    |
| NA      | Stan Bowles    | 4 (0)  | 2    | 0             | 0             | 0 (1)       | 0           | 4 (1)  | 4    |
| NA      | Tony Coleman   | 38 (0) | 8    | 4             | 1             | 4           | 0           | 46 (0) | 8    |
| NA      | Paul Hince     | 6 (0)  | 2    | 0             | 0             | 4           | 0           | 10 (0) | 2    |
| NA      | Francis Lee    | 31 (0) | 16   | 4             | 1             | 0           | 0           | 35 (0) | 17   |
| NA      | Chris Jones    | 2 (0)  | 0    | 0             | 0             | 0           | 0           | 02 (0) | 0    |
| NA      | Mike Summerbee | 41 (0) | 14   | 4             | 4             | 4           | 2           | 49 (0) | 20   |
| NA      | Neil Young     | 40 (0) | 19   | 4             | 1             | 4           | 1           | 48 (0) | 21   |

## Transfery
| Data             | Poz. | Piłkarz      | Poprzedni klub   | Suma transferu |
| ---------------- | ---- | ------------ | ---------------- | -------------- |
| wrzesień 1967    | BR   | Ken Mulhearn | Stockport County |                |
| październik 1967 | NA   | Francis Lee  | Bolton Wanderers | 60 000 £       |

| Data          | Poz. | Piłkarz        | Transfer do      | Suma transferu            |
| ------------- | ---- | -------------- | ---------------- | ------------------------- |
| sierpień 1967 | NA   | Johnny Crossan | Middlesbrough    | 34 500 £                  |
| 1967          | NA   | Ralph Brand    | Sunderland       |                           |
| wrzesień 1967 | BR   | Alan Ogley     | Stockport County | wymiana za Kena Mulhearna |